# Ōtsuchi
Ōtsuchi (jap. 大槌町 Ōtsuchi-chō) – miasto w Japonii, na wyspie Honsiu, w prefekturze Iwate. Według danych na rok 2020 miejscowość zamieszkiwało 11 004 mieszkańców , a gęstość zaludnienia wyniosła 54,9 os./km².